# Войново (Ярославская область)
Во́йново — деревня Ломовского сельского округа в Октябрьском сельском поселении Рыбинского района Ярославской области .
Деревня расположена в середине находящегося в окружении лесов поля на правом берегу реки Малая Эдома, непосредственно около её истока. Деревня выстроена вдоль одностороней улицы, огородами к ручью. На расстоянии около 1 км к северо-западу от Войново находится деревня Терюханово. Войново стоит к северо-западу от автомобильной дороги P151, связывающей посёлок Лом с автомобильной дорогой Ярославль-Рыбинск. Она связана дорогой с деревней Дор, стоящей примерно в 1 км к юго-востоку, непосредственно на этой дороге .
Деревня указана на плане Генерального межевания Борисоглебского уезда 1792 года как Деревня Винова. По сведениям 1859 года деревня Воиново относилась к Романово-Борисоглебскому уезду .
На 1 января 2007 года в деревне не числилось постоянных жителей. Почтовое отделение посёлка Лом обслуживает в деревне 5 домов .